# Cheryl Pounder
Pour les articles homonymes, voir Pounder.
Cheryl Pounder (née le 21 juin 1976 à Montréal au Canada) est une joueuse de hockey sur glace canadienne.
Avec l'équipe du Canada de hockey sur glace féminin, elle obtient par deux fois la médaille d'or olympique, aux Jeux olympiques d'hiver de 2002 à Salt Lake City et aux Jeux olympiques d'hiver de 2006 à Turin.